# گووسی
گووسی (به انگلیسی: Goosey) یک روستا و محله مدنی در بریتانیا است که در ویل آو وایت هرس واقع شده‌است. گووسی ۱۳۵ نفر جمعیت دارد.